# Vallei van de Mangelbeek
De Vallei van de Mangelbeek is een natuurgebied tussen de kommen van Heusden en Zolder in de Belgische gemeente Heusden-Zolder. Het gebied wordt beheerd door de vereniging Limburgs Landschap vzw en maakt deel uit van de vijverregio De Wijers.
Het gebied omvat de beemden van de Mangelbeek, welke in westwaartse richting van het Kempens Plateau afloopt en een groot verval kent. De bodem en ook het water van de Mangelbeek is rijk aan ijzer en heeft een roestbruine kleur.

## Geschiedenis
De beek werd begin 20e eeuw rechtgetrokken op initiatief van graaf Albert de Theux de Meylandt, bewoner van het Kasteel Meylandt, dat zich in het westelijk deel van het gebied bevindt. In de oude bedding van de beek werd de kasteelvijver van het Kasteel Meylandt aangelegd. De belangrijkste reden voor de rechttrekking was de winst in oppervlakte en de te behalen schaalvergroting ten behoeve van de landbouw.
Ook de steenkoolmijn van Zolder, die in 1906 in bedrijf kwam, heeft haar stempel op het gebied gedrukt. Aan de noordzijde werd een verhoogde spoordijk aangelegd waarop de steenkool van de mijn naar het Albertkanaal werd vervoerd. Grondverzakkingen ten gevolge van instortende mijngangen zorgden voor het ontstaan van moerassige gedeelten.

## Huidige situatie
Tegenwoordig wordt het gebied gekenmerkt door een afwisselend landschap, waarbij percelen loofbos, hooiland en weiland elkaar afwisselen.
Tot het gebied behoort het natuurreservaat De Schansbeemden, genoemd naar de aanwezigheid van een voormalige schans in dit gebied, welke in de 16e eeuw de bevolking bescherming bood, doch waarvan geen overblijfselen meer aanwezig zijn.
In het oosten wordt het gebied begrensd door het natuurgebied Berkenbosbeek en in het westen door het park van Kasteel Meylandt en door het natuurgebied Meylandt-Obbeek.
Vanuit het domein Domherenhuis vertrekt de Meylandtwandeling, die het gebied doorkruist.